# دی‌کلرودی‌فلوئورواتیلن
دی‌کلرودی‌فلوئورواتیلن (به انگلیسی: Dichlorodifluoroethylene) با فرمول شیمیایی C۲Cl۲F۲ یک ترکیب شیمیایی با شناسه پاب‌کم ۶۵۹۲ است. که جرم مولی آن ۱۳۲٫۹۲۴ g/mol می‌باشد. 